# El Picacho, Zacatecas
El Picacho är en ort i Mexiko.   Den ligger i kommunen Santa María de la Paz och delstaten Zacatecas, i den centrala delen av landet, 500 km nordväst om huvudstaden Mexico City. El Picacho ligger 1 914 meter över havet och antalet invånare är 109.
Terrängen runt El Picacho är kuperad åt nordväst, men åt sydost är den platt. Terrängen runt El Picacho sluttar österut. Runt El Picacho är det glesbefolkat, med 12 invånare per kvadratkilometer. Närmaste större samhälle är Santa María de la Paz, 6,0 km sydost om El Picacho. I omgivningarna runt El Picacho växer huvudsakligen savannskog.